# Ljubav, vera, nada
Ljubav, vera, nada prvi je EP srbijanske pjevačice Nataše Bekvalac. Izdala ga je izdavačka kuća City Records 19. studenoga 2008. godine. Sastoji se od četiri pjesama i tri remiksa.

## Popis pjesama
| Br. | Skladba                       | Trajanje |
| --- | ----------------------------- | -------- |
| 1.  | »Ljubav, vera, nada«          | 4:08     |
| 2.  | »Trista stepeni«              | 3:43     |
| 3.  | »Dve pilule«                  | 3:19     |
| 4.  | »Dobro moje«                  | 4:04     |
| 5.  | »Trista stepeni (Club RMX)«   | 3:32     |
| 6.  | »Dobro moje (Reggaetone RMX)« | 3:49     |
| 7.  | »Dobro moje (RNR RMX)«        | 3:40     |

## Izdanja
| Regija | Datum               | Format(i) | Izdavač      |
| ------ | ------------------- | --------- | ------------ |
| Srbija | 19. studenoga 2008. | CD        | City Records |